# رعد جليل كجه جي
رعد جليل جرجيس متي كجه جي (8 نيسان 1963 - ) مهندس مدني عراقي مسيحي، ورئيس ديوان أوقاف الديانات المسيحية والأيزيدية والصابئة المندائية، اشترك في الخدمة العسكرية في الجيش العراقي، عُيّن في وزارة الإعمار والإسكان ثم نُقلَ إلى ديوان أوقاف الديانات يوم 9 تشرين الثاني سنة 2004، ثم عُيّن رئيساً للديوان وكالةً، وباشرَ عمله في يوم 29 كانون الأول سنة 2011، وفي 20 حزيران سنة 2013 صوّت مجلس النواب العراقي على تعيينه رئيساً للديوان، ودرجته وزير.